# Himertosoma antsirabicum
Himertosoma antsirabicum är en stekelart som först beskrevs av André Seyrig 1932.  Himertosoma antsirabicum ingår i släktet Himertosoma och familjen brokparasitsteklar. Inga underarter finns listade i Catalogue of Life.